# Gerhard Schmid (Politiker, 1948)
Gerhard Schmid (* 22. September 1948 in Salzburg) ist ein  österreichischer Politiker (FPS, ehemals FPÖ) und Bautechniker-Sachverständiger. Er war von 2013 bis 2017 Abgeordneter zum österreichischen Nationalrat.

## Ausbildung und Beruf
Schmid besuchte zwischen 1955 und 1959 die Volksschule Salzburg und danach zwischen 1959 und 1963 die Hauptschule in Salzburg. Er wechselte danach von 1963 bis 1964 an den Polytechnischen Lehrgang in Salzburg und besuchte im Anschluss zwischen 1964 und 1967 die Baufachschule in Traunstein (Bayern). Schmid absolvierte zudem die Brandschutzakademie Übelbach und leistete im Jahr 1968 den Präsenzdienst ab. Er war von 1967 bis 1976 Mitarbeiter der Metallwarenfabrik und Großhandel A & M Walpach in Salzburg und Golling an der Salzach und war von 1976 bis 1984 selbstständiger Möbelhändler in Salzburg. Schmid ist seit November 1975 im Besitz einer Gewerbeberechtigung für den Einrichtungsfachhandel und ist seit Jänner 1984 Allgemein beeideter und gerichtlich zertifizierter Sachverständiger für Brand- und Wasserschäden sowie für Inventarschätzungen für das Landesgericht Salzburg. Sein Sachverständigenbüro liegt in Elixhausen.

## Politik und Funktionen
Gerhard Schmid trat 1976 der Freiheitlichen Partei bei und fungierte bereits von 1982 bis 1984 als Ortsparteiobmann der Freiheitlichen in Elixhausen. Er wurde 2002 zum Mitglied der Bezirksparteileitung der FPÖ im Flachgau gewählt uns war von 2008 bis 2015 Bezirksparteiobmann-Stellvertreter der FPÖ Salzburg-Umgebung. Er war innerparteilich zudem seit 2005 als Mitglied des Landesparteivorstandes und seit 2000 der Landesparteileitung der FPÖ Salzburg aktiv. Schmid kandidierte bei der Nationalratswahl 2013 und erlangte ein Mandat über den Landeswahlkreis Salzburg. Er wurde am 29. Oktober 2013 als Abgeordneter zum Nationalrat angelobt.
Ein Mandat in der Gemeinde Elixhausen nahm Schmid nach eigenen Angaben aus beruflichen Gründen nie an, da er arbeitsbedingt pro Jahr mehr als 100.000 Kilometer mit dem Auto unterwegs sei. Als seine politischen Schwerpunkte gibt Schmid die Bereiche Wohnbau, Katastrophenschutz und die Senkung der Lebenserhaltungskosten an.
Nachdem es im Juni 2015 zu schweren parteiinternen Auseinandersetzungen und schließlich zur Spaltung der FPÖ Salzburg gekommen war, stellte sich Schmid auf die Seite von Karl Schnell, der eine neue Partei unter dem Namen Die Freiheitlichen in Salzburg gründete, und damit gegen Bundesparteiobmann Heinz-Christian Strache. Daraufhin wurde Schmid gemeinsam mit anderen, die sich auf Schnells Seite gestellt hatten, am 16. Juni 2015 per Beschluss des Bundesparteivorstands aus der FPÖ ausgeschlossen. Zeitgleich erfolgte auch sein Ausschluss aus dem FPÖ-Klub im Nationalrat, womit er Abgeordneter ohne Klubzugehörigkeit, ein sogenannter Wilder Abgeordneter, war.

## Privates
Schmid ist verheiratet und Vater von zwei Kindern.